# Antso Rakotondramanga
Antso Rakotondramanga (ur. 14 lipca 1988 w Paryżu) – madagaskarski tenisista, reprezentant kraju w Pucharze Davisa.
W 2013 zdobył srebrny medal na uniwersjadzie w grze pojedynczej. Był jedynym madagaskarskim medalistą tej uniwersjady.
Najwyżej w rankingu singlowym sklasyfikowany na 1009. miejscu (29 kwietnia 2013), a w rankingu deblowym na 734. pozycji (4 listopada 2013).